# Quellheiligtum von Neidenbach
Das Quellheiligtum von Neidenbach ist ein römischer Umgangstempel in der Ortsgemeinde Neidenbach im Eifelkreis Bitburg-Prüm in Rheinland-Pfalz.

## Geographische Lage
Der Tempel liegt nordöstlich von Neidenbach, rund zehn Kilometer nördlich von Bitburg, 20 Gehminuten östlich der Via Agrippa (römische Fernstraße von Trier über Bitburg nach Köln), am östlichen Rand eines rundherum geschlossenen Talkessels in der Flur Heilbach, „über einer heute sumpfigen Niederung, dem Ursprung des Heilbaches“.

## Ausgrabung
Das Steinmaterial des Tempels ist für den Bau der Neidenbacher Kirche 1778 abgetragen worden, was archäologische Untersuchungen erschwert hat. Eine schlecht dokumentierte Grabung ist im Mai 1876 von Ernst aus’m Weerth durchgeführt worden.

## Beschreibung und Einordnung
Es soll sich um einen rechteckigen Bau von 6,45 m × 4,32 m aus rotem Sandstein gehandelt haben. Vorgelagert war diesem Gebäude ein Vorraum, den Ernst aus’m Weerth als „vorspringende Porticus“ anspricht. Hier war der Eingang ins kleine Heiligtum. Pfannsteine sollen auf eine zweiflügelige Tür hingewiesen haben. „Auf Holz aufgenagelte Steinplatten“ dienten statt Ziegeln als Dachbedeckung. Im Tempel fanden sich lediglich ein Säulenfragment und nicht näher bestimmte Ton- sowie Glasscherben.
Schon vorher, im Jahre 1825, ist hier eine Weihinschrift aus Sandstein für Apollo gefunden worden, die von einem Mann namens Inecius, Sohn des Iassus, dargebracht worden war. Ferner befindet sich beim Tempel die Quelle des Heilbaches. Es wird sich also um ein Quellheiligtum gehandelt haben. Der Stein datiert in die 2. Hälfte des 2./1. Hälfte des 3. Jahrhunderts, und zumindest in dieser Zeit wird das Quellheiligtum besucht worden sein.
Nicht weit entfernt, östlich von Neidenbach, wurde ein weiter Befund lokalisiert, und zwar auf einer Anhöhe, die „Pommerich“ oder „Humericht“/„Hummerich“ oder auch „Tempelhaus“ genannt wird. Entdeckt wurde ein „ziemlich umfangreiches römisches Gemäuer“, das vom Grundstückseigentümer kurz vor 1852 selbst ausgegraben worden war. Im genannten Jahr besuchte Wellenstein den Ort, fand rötlich geschliffenen Estrich vor sowie sechs Münzen aus dem 3. Jahrhundert, deren späteste unter Diokletian geprägt worden war. Zwar spricht die Forschung diesen Fund häufiger als Tempel an, für eine derartige Funktion gibt es aber, abgesehen von dem Namen der Anhöhe, der durchaus in Folge der Vermutung aufgekommen sein kann, keinerlei Hinweise.